# Corona real de Tonga

Representación heráldica de la corona

La Corona real de Tonga es el tocado que se utiliza en la ceremonia de coronación de los reyes de Tonga.

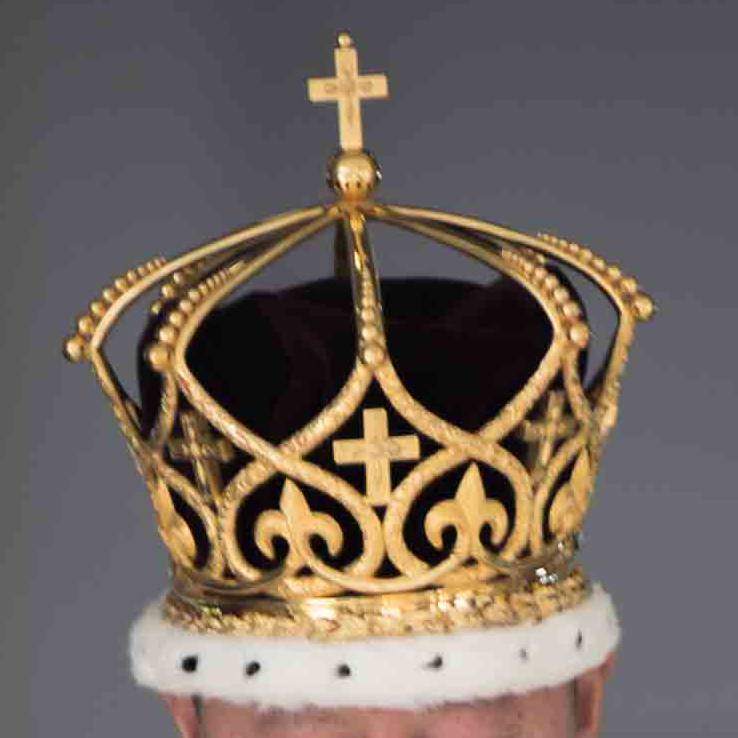
La corona en 2015.

## Historia
Fue acuñada para Jorge Tupou I a instancias de su primer ministro, el reverendo Shirley Waldemar Baker. La corona fue creada en 1873 por la firma de joyería Hardy Brothers de Sídney, Australia.
Durante algún tiempo, la independencia de Tonga había sido amenazada por Francia. Desde 1862, el Imperio alemán también amenaza a la independencia de Tonga con la posibilidad de anexión. El Rey y el primer ministro escribieron la Constitución de 1875, que es la que está vigente en la actualidad. En este momento, Tonga también adoptó una bandera nacional, un escudo de armas y un himno nacional.
El primer rey que se coronó con la corona histórica fue el rey Jorge Tupou II, el bisnieto y sucesor de Tupou. Fue coronado el 17 de marzo de 1893. Su hija y sucesora, la reina Carlota Tupou III, fue coronada el 11 de octubre de 1918. A la reina Carlota le sucedió su hijo mayor, quien fue coronado como el rey Taufa'ahau Tupou IV, a los 49 años, el 4 de julio de 1967. Taufa'ahau fue sucedido por su hijo mayor, que se convirtió en el rey Jorge Tupou V, quien coronado el 1 de agosto de 2008. 
Tupou V murió en marzo de 2012, y fue sucedido por su hermano menor, que ahora reina como rey 'Aho'eitu, Tupou VI. Este usó la corona histórica en su propia coronación en julio de 2015.

## Galería

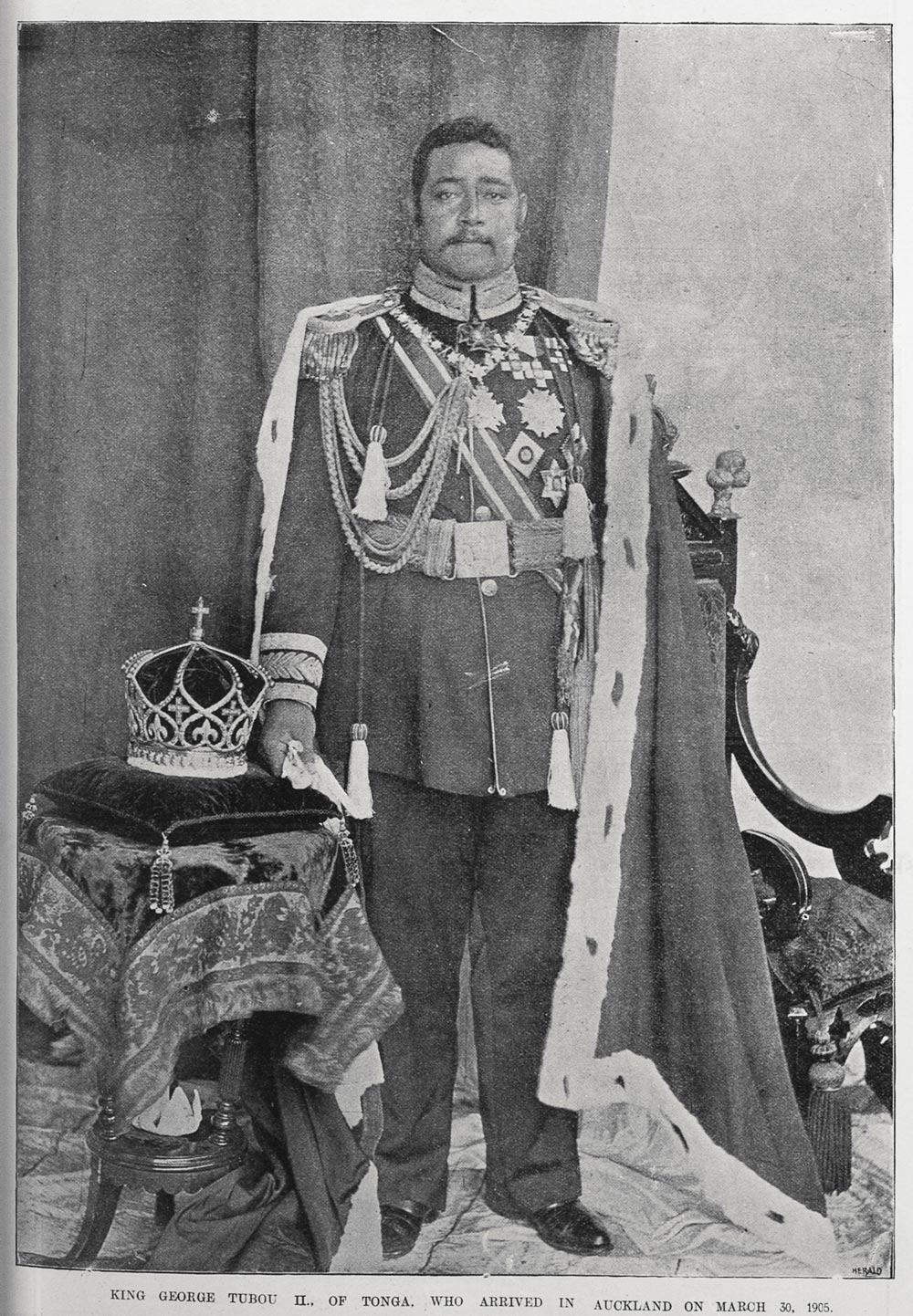
El rey Jorge Tupou II, junto a la corona en 1905
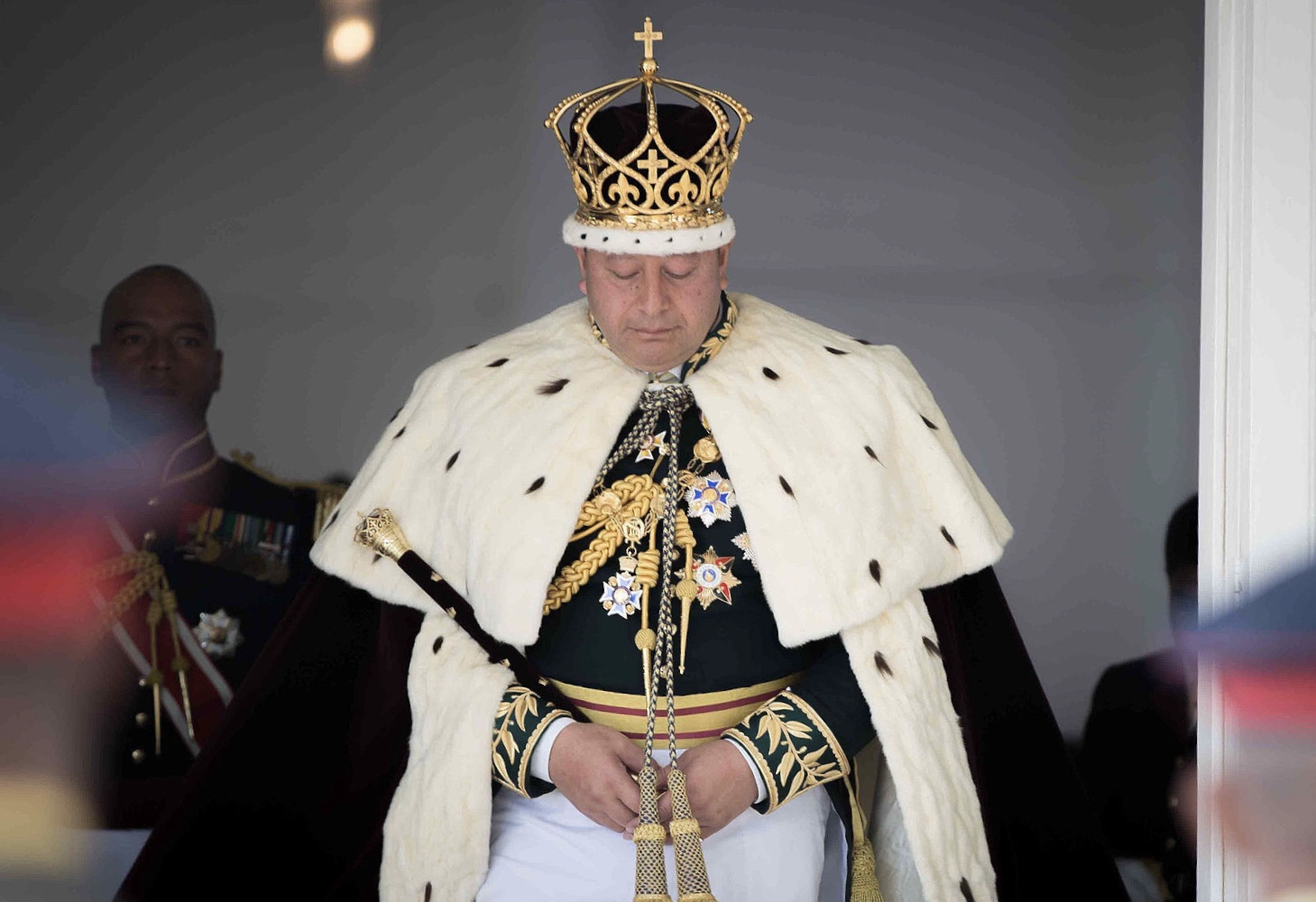
El rey Tupou VI, utilizando la corona, luego de su coronación en 2015.